# Frank Urson
Frank Urson (de son vrai nom Frank B. Urson) est un réalisateur, directeur de la photographie, scénariste et acteur américain, né le 21 mars 1887 à Chicago (Illinois) et décédé le 17 août 1928 à Indian Lake (Michigan).

## Biographie
Il fut assistant-réalisateur pour plusieurs films muets réalisés par Cecil B. DeMille.
Il se noya, en 1928, dans le lac Indian Lake au Michigan.

## Filmographie

### Acteur

#### Courts-métrages
- 1913 : Her Gallant Knights

### Directeur de la photographie

#### Cinéma
- 1917 : Jackie à l'armée
- 1917 : Nina la bouquetière
- 1918 : Gavrochinette
- 1918 : Jackie termine ses études
- 1918 : Jackie, garçon manqué
- 1918 : Pour les beaux yeux de Mary (The Eyes of Julia Deep) de Lloyd Ingraham
- 1919 : Alias Mike Moran
- 1919 : An Adventure in Hearts
- 1919 : Hawthorne of the U.S.A.
- 1919 : L'aventure de David Strong
- 1919 : La Vallée des géants
- 1919 : Le hallebardier
- 1919 : The Lottery Man
- 1919 : Le Démon de la vitesse (The Roaring Road) de James Cruze

### Réalisateur

#### Cinéma
- 1921 : Exit the Vamp
- 1921 : La drague infernale
- 1921 : Le circuit de l'amour
- 1921 : The Love Special
- 1922 : Minnie

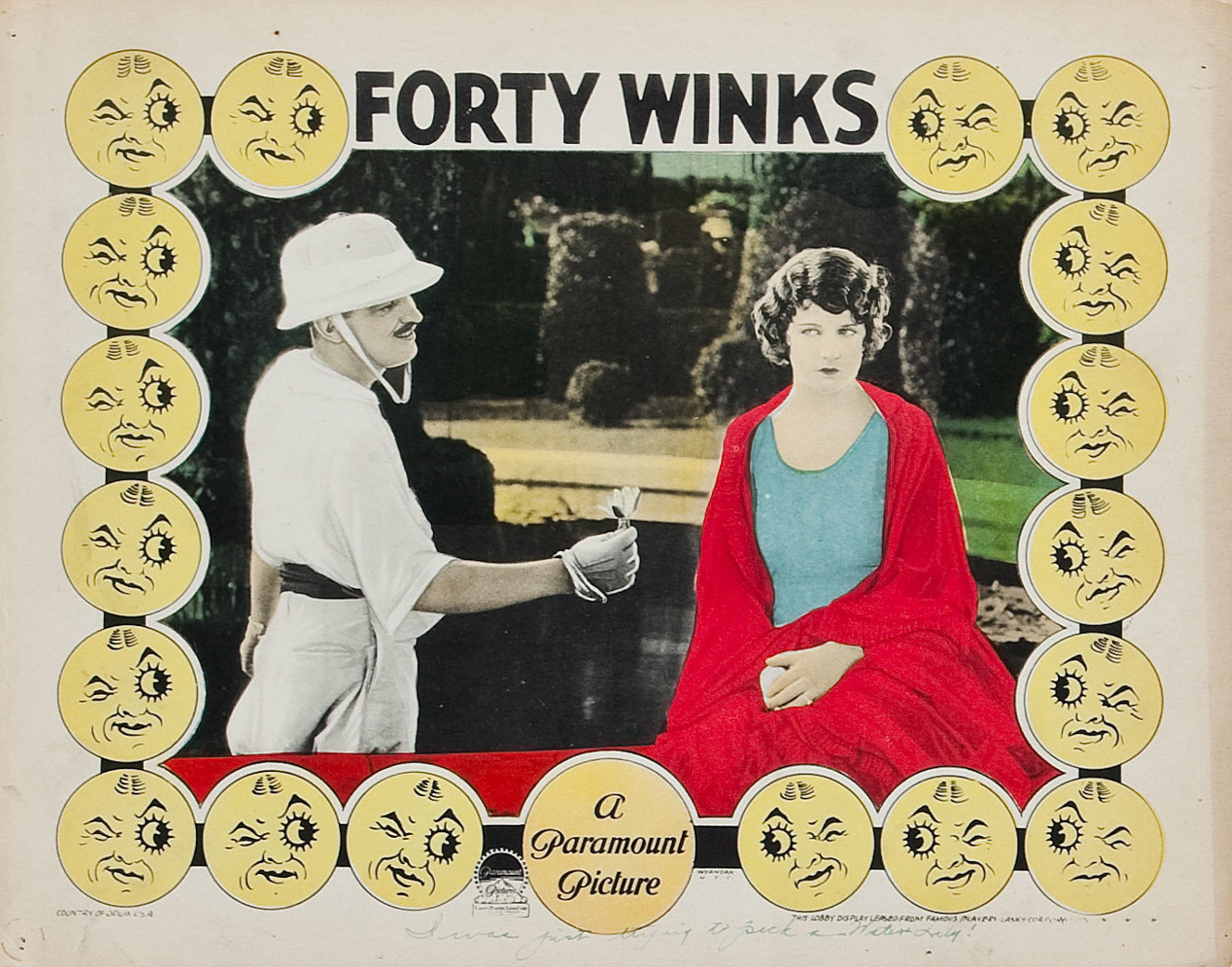
Carte promotionnelle de Forty Winks (1925).

- 1922 : Le Roman de cousine Laure (Tillie)
- 1922 : South of Suva
- 1922 : The Heart Specialist
- 1923 : Trois Femmes pour un mari (The Eternal Three)
- 1924 : Souvent femme varie (Changing Husbands)
- 1925 : Raymond ne veut plus de femmes
- 1925 : Raymond, le chien et la jarretière
- 1925 : Forty Winks (en)
- 1926 : Son prisonnier
- 1927 : Almost Human
- 1927 : Chicago

### Scénariste

#### Cinéma
- 1919 : The Lottery Man
- 1922 : Haine et amour